# حریم راه

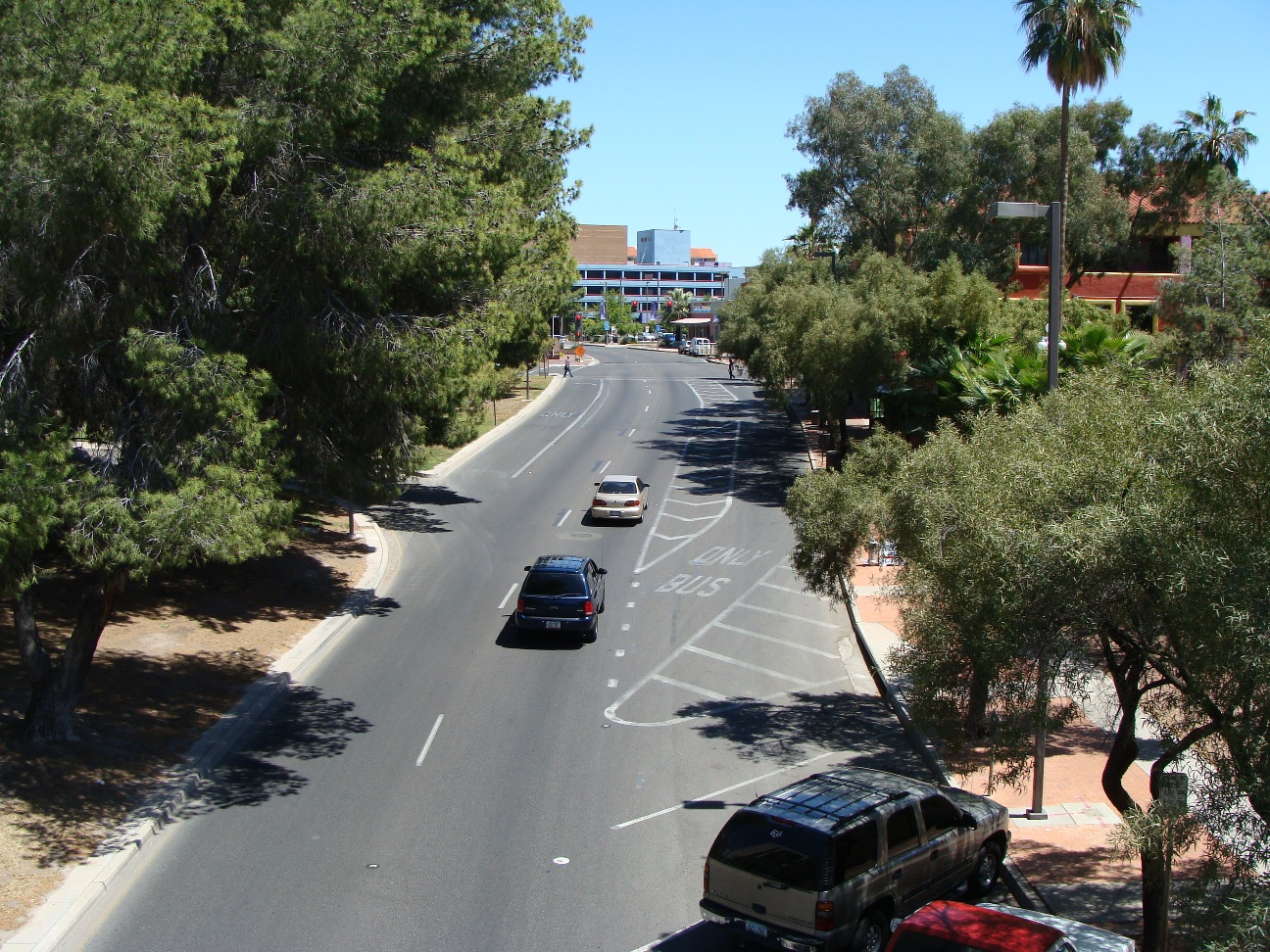
یک خیابان در مرکز شهر توسان در آریزونا

به همه‌ی زمین‌هایی که برای جاده سازی و ایمنی بین حد نهایی تا محور راه در دو سو با رعایت قانون‌ها اختصاص می یابد حریم راه گفته می شود.

## قوانین حریم راه در ایران
- ماده 6 قانون ایمنی راهها و راه آهن مصوب 1349/4/7

اقدام به هرگونه عملیاتی که باعث خرابی جاده گردد و ساخت هر گونه مستحدثات یا درختکاری یا زراعت یا اقدام به حفاری در حریم قانونی راه‌ها که میزان هر یک به طرق و وسایل متناسب مشخص و از طرف وزارت راه آگهی می‌شود بدون اجازه وزارت راه ممنوع است.
تبصره 1: وزارت راه باید با حضور نماینده دادسرا و در نقاطی که دادسرا نباشد با حضور نماینده دادگاه بخش، این قبیل مستحدثات یا درختکاری یا زراعت و حفریات را ضمن تنظیم صورت مجلس راساً قلع و آثار تجاوز را محو نماید.
- ماده 2 قانون ایمنی راهها و راه آهن مصوب 1379/2/24

ریختن زباله، نخاله، مصالح ساختمانی، روغن ترمز و موارد مشابه آن یا نصب و استقرار تابلو یا هر شیء دیگر در راه‌ها و حریم قانونی آن‌ها در داخل یا خارج از محدوده قانونی شهرها و هرگونه عملیات که باعث اخلال در رفت‌وآمد وسائل نقلیه می‌شود و نیز ایجاد راه دسترسی ممنوع است.
- ماده 5 قانون ایمنی راهها و راه آهن مصوب 1379/2/24

ایجاد هرگونه ساختمان و دیوار کشی و تاسیسات به شعاع 100 متر از انتهای حریم راهها بدون کسب مجوز از وزارت راه ممنوع است.

## ساخت و سازهای غیر مجاز در حریم
این گونه ساخت و سازها بروز تصادف‌های جاده‌ای را در پی دارد.